# Otsego County, New York
Otsego County är ett administrativt område i delstaten New York, USA, med 62 259 invånare. Den administrativa huvudorten (county seat) är Cooperstown.

## Geografi
Enligt United States Census Bureau har countyt en total area på 2 629 km². 2 597 km² av den arean är land och 32 km² är vatten.

### Angränsande countyn
- Herkimer County, New York - nord
- Montgomery County, New York - nordost
- Schoharie County, New York - öst
- Delaware County, New York - syd
- Chenango County, New York - sydväst
- Oneida County, New York - nordväst
- Madison County, New York - nordväst